# Kinyarwanda
Kinyarwanda er et bantusprog og et af de tre officielle sprog i den centralafrikanske stat Rwanda. Sproget tales af over syv millioner mennesker, hovedsageligt i Rwanda, men også i Uganda og Den Demokratiske Republik Congo. Sproget minder i høj grad om Kirundi, der er det officielle sprog i nabolandet Burundi.